# Ohnište

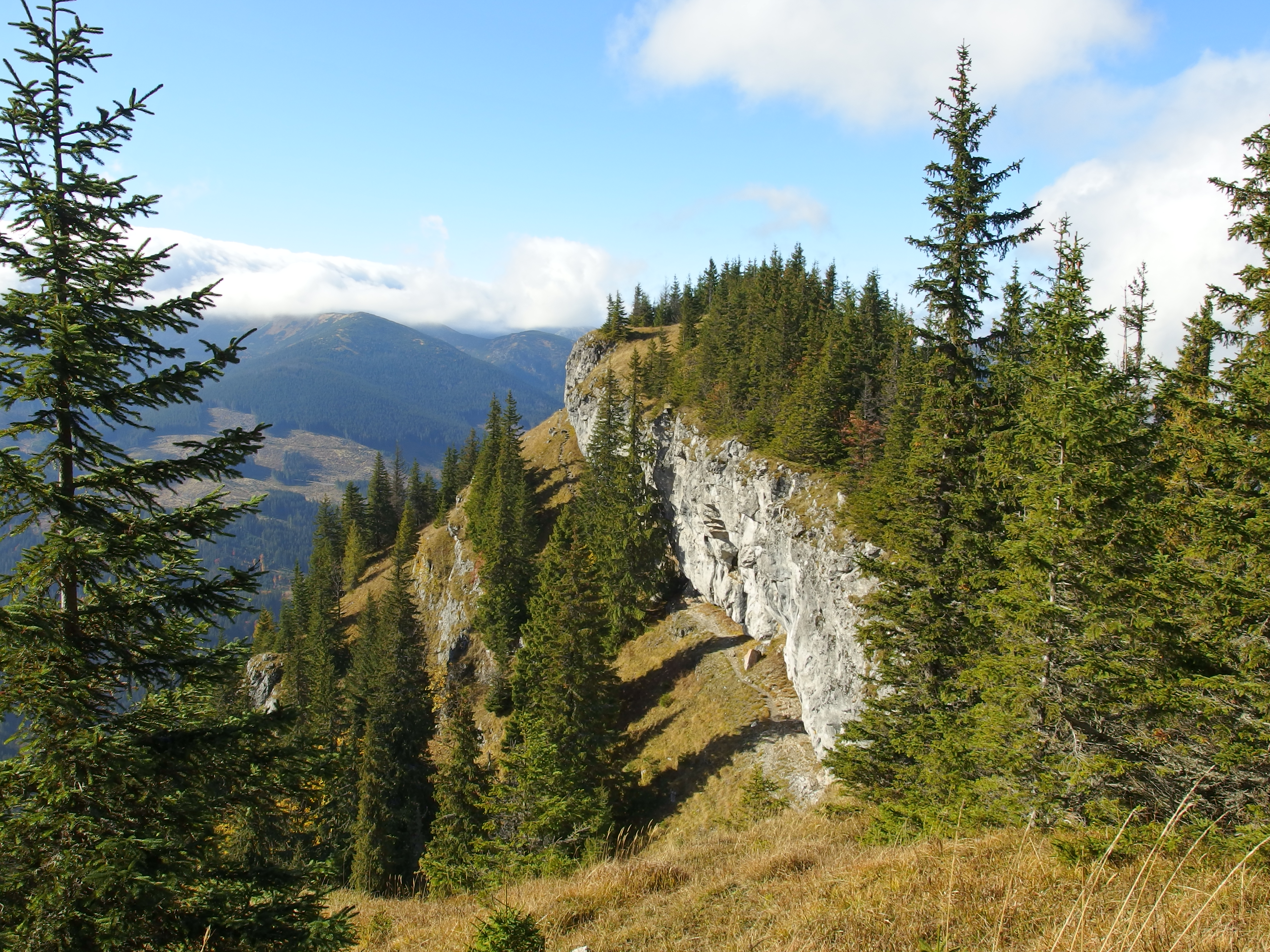
Ohnište - południowe urwiska

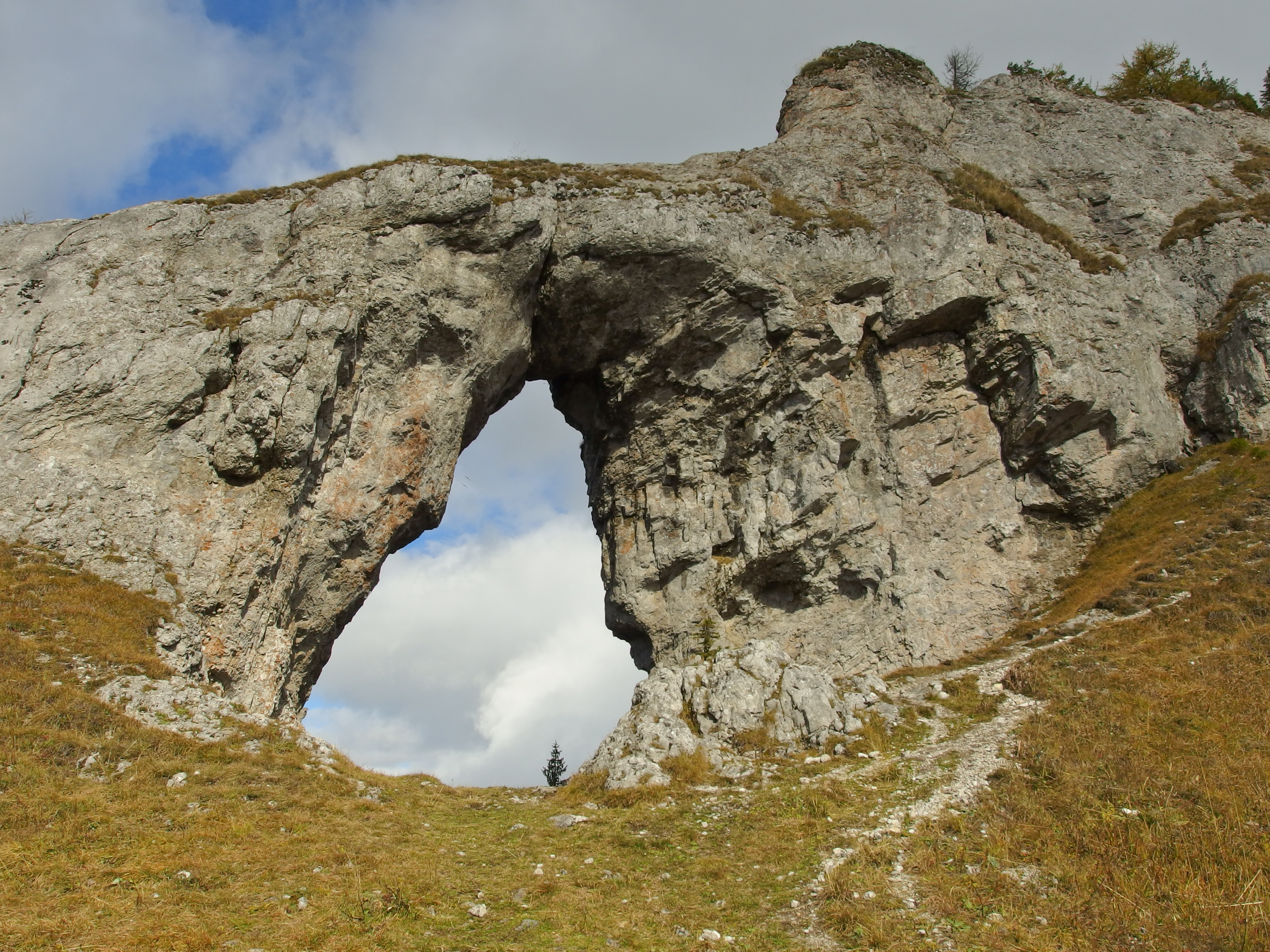
Ohnište – skalne „Okno”

Ohnište (1538 m n.p.m.) - szczyt w Niżnych Tatrach na Słowacji, najwyższy w wyróżniającym się masywie, noszącym również nazwę Ohnišťa.

## Położenie
Leży w tzw. Ďumbierskich Tatrach, w bocznym grzbiecie Niżnych Tatr, biegnącym ku północy i rozdzielającym doliny: Bocianską na wschodzie i Jánską na zachodzie. W przywołanym wyżej grzbiecie masyw Ohnišťa jest ograniczony od południa przez Svidovské sedlo (1133 m n.p.m.) oraz schodzące spod niej doliny Púchalky (na zach.) i Svidovo (na wsch.), natomiast od północy przez Michalovské sedlo (1403 m n.p.m.) oraz opadające spod niej doliny Michalovą (na wsch.) i Špatná (na zach.).

## Charakterystyka
Masyw Ohnišťa rozwinięty jest generalnie w osi wschód-zachód. Zbudowany jest głównie z pochodzących ze środkowego triasu wapieni i dolomitów płaszczowiny choczańskiej. Górne partie masywu mają charakter miernie sfałdowanego płaskowyżu krasowego o powierzchni ok. 60-70 ha, którego wierzchowina znajduje się na wysokości 1470–1500 m n.p.m. Ograniczony on jest ze wszystkich stron stromymi, a w części urwistymi, skalistymi zboczami.
Wierzchołek masywu (na niektórych dawnych mapach słowackich funkcjonował omyłkowo jako Príslop lub Nižný Príslop; do lat 70. XX w. zwieńczony wysokim triangułem) znajduje się w południowo-zachodniej części płaskowyżu. Stanowi on najwyższy punkt krawędzi płaskowyżu, która opada ku południu, ku wspomnianej Przełęczy Svidovskéj, kilkoma piętrami wysokich skalnych ścian, rozdzielanych ciągami bardziej połogich trawników i piarżystych płasienek. Ściany te, przekształcające się ku zachodowi w skalisty grzbiet, ciągną się na długości blisko 2 km, schodząc na zachodzie szeregiem uskoków nad samą Dolinę Jánską (polana Pred Bystrou z ponorem potoku Štiavnica). Ku północy i północnemu zachodowi ta część masywu opada bardzo stromymi stokami, pociętymi licznymi dolinkami na szereg grzbiecików, najeżonych skalnymi basztami i turniczkami.
W odległości ok. 1,1 km (w linii prostej) od głównego wierzchołka w kierunku północno-wschodnim, w centralnej części płaskowyżu, wznosi się, w formie kopulastego wzgórka, drugi co do wysokości wierzchołek masywu (1508 m n.p.m.).
Cały masyw dość bogaty jest w różne formy rzeźby krasowej. Na powierzchni płaskowyżu występują leje i studnie krasowe, w kilku miejscach możemy spotkać również przykłady lapiazu. Największy lej krasowy (słow. Veľký závrt), leżący przy znakowanym szlaku turystycznym, ma formę misy o wymiarach 30x20 m i głębokości 6 m.
Tuż pod głównym wierzchołkiem, w południowej ścianie, na wysokości ok. 1500 m n.p.m. znajduje się otwór głębokiej na 125 m jaskini Veľká ľadová priepasť. Nieco na wschód od niej leży głęboka na 50 m Silvošova diera głęboka na 50 m. Na północnym skraju płaskowyżu, na wysokości 1487 m n.p.m. znajduje się wylot jaskini Jelenia priepasť, natomiast jeszcze dalej na północ, już dość głęboko na północnych zboczach płaskowyżu (nad Doliną Michalovską), odnaleziono głęboki na 180 m awen Havran.
Ok. 700 m na zachód od wierzchołka, w jednym z uskoków wspomnianego skalistego grzbietu znajduje się najbardziej charakterystyczny twór masywu – wysokie na ok. 15 m skalne „Okno”, będące efektem wietrzenia mrozowego. Jest ono widoczne nawet z kilku miejsc w Dolinie Jánskej.

## Przyroda i jej ochrona
Prawie cały masyw Ohnišťa porastają lasy, głównie świerkowe, miejscami o charakterze pierwotnym. Znaczną część płaskowyżu pokrywa opadająca nieznacznie na południe, przerastana dziś kępami drzew polana, na której dawniej stawał owczy szałas. Inna polana (Zadná poľana) leży na północnym stoku masywu, opadając aż na samo Michalovské sedlo. Formacje skalne porastają zespoły roślinności wapieniolubnej z licznymi gatunkami flory zarówno ciepłolubnej jak i alpejskiej.
Cały masyw Ohnišťa znajduje się w granicach Parku Narodowego Niżne Tatry. Dodatkowo, z uwagi na wyjątkowe walory przyrodnicze, objęty jest ochroną rezerwatową jako rezerwat przyrody Ohnište.

## Turystyka
Szczyt Ohnišťa jest często odwiedzany przez turystów, zarówno dla walorów samego masywu jak i dla interesujących widoków na Niżne Tatry, zwłaszcza zaś na świetnie się stąd prezentujące północne stoki grupy Dziumbiera. W kierunku z północy na południe (z Michalovského sedla na Svidovské sedlo) przez masyw Ohnišťa biegnie zielono  znakowany szlak turystyczny. Szlak ten przebiega zachodnim skrajem wielkiej polany na płaskowyżu. Na szczyt prowadzi znakowany również na zielono szlak dojściowy (ok. 20 min.). Ze względu na wymogi ochrony przyrody (rezerwat) dojście do „Okna” nie jest dozwolone.